# Still Loving You
"Still Loving You" heavy metal balada je njemačkog hard rock sastava Scorpions. Objavljena je u srpnju 1984. godine, kao drugi singl s devetog albuma sastava, Love at First Sting. Pjesma je dostigla 64 mjesto na Billboard Hot 100 ljestvici.

## Tekst
U jednom intervjuu, Rudolf Schenker je objasnio, "Priča je to o ljubavnoj aferi, kada spoznaju da je gotovo, mogli bi probati opet."

## Glazbeni spot
Glazbeni spot objavljen je u srpnju 1984. godine, a snimljen je u Dallasu, Texas.

## Popis pjesama

### Prvobitna verzija (1984.)
Singl
1. "Still Loving You" - 4:48
2. "Holiday" - 6:31 (s albuma Lovedrive)

### Reizdanje (1992)
CD singl
1. "Still Loving You" (remix) – 6:12
2. "Still Loving You" (radio) – 3:58
3. "Media Overkill" – 3:34 (s albuma Savage Amusement)

## Zasluge
- Klaus Meine - glavni vokali i pozadinski vokali
- Matthias Jabs - ritam gitara
- Rudolf Schenker - glavna gitara
- Francis Buchholz - bas-gitara
- Bobby Rondinelli - bubnjevi, udaraljke